# Paratanytarsus pallidus
Paratanytarsus pallidus är en tvåvingeart som först beskrevs av Jean-Jacques Kieffer 1922.  Paratanytarsus pallidus ingår i släktet Paratanytarsus och familjen fjädermyggor.
Artens utbredningsområde är Tjeckien. Inga underarter finns listade i Catalogue of Life.